# (1076) Viola
(1076) Viola és un asteroide que forma part del cinturó d'asteroides i va ser descobert per Karl Wilhelm Reinmuth el 5 d'octubre de 1926 des de l'observatori de Heidelberg-Königstuhl, Alemanya.
Viola es va designar al principi com 1926 ET. Posteriorment va sera nomenat per la Viola, un gènere de plantes de la família de les violàcies.
Viola està situat a una distància mitjana de 2,474 ua del Sol, podent allunyar-se'n fins a 2,833 ua i acostar-se fins a 2,115 ua. La seva inclinació orbital és 3,32° i l'excentricitat 0,145. Triga a completar una òrbita al voltant del Sol 1421 dies.